# Wimbledon Championships 1948
Die 62. Auflage der Wimbledon Championships fand 1948 auf dem Gelände des All England Lawn Tennis and Croquet Club an der Church Road statt.
In diesem Jahr wurde der Junioren-Wettbewerb für Jungen und Mädchen eingeführt. Am mittleren Samstag wurde mit etwa 33.000 Besuchern ein neuer Zuschauerrekord aufgestellt.

## Herreneinzel
Bob Falkenburg, der vor allem für seinen starken Aufschlag bekannt war, errang seinen einzigen Titel. Im Finale schlug er John Bromwich, wobei er zwei Matchbälle abwehren musste.

## Dameneinzel
Bei den Damen konnte sich Louise Brough-Clapp durchsetzen.

## Herrendoppel
Die Australier John Bromwich und Frank Sedgman gewannen das Doppelfinale der Herren.
Im Herrendoppel siegten Bob Falkenburg und Jack Kramer.

## Damendoppel
Im Damendoppel gewannen Louise Brough-Clapp und Margaret Osborne duPont ihren zweiten Titel nach 1946.

## Mixed
Im Mixed verteidigten Louise Brough-Clapp und John Bromwich den Titel.

## Quelle
- J. Barrett: Wimbledon: The Official History of the Championships. HarperCollins Publishers, London 2001, ISBN 0-00-711707-8.